# Le Roi au masque d'or
Le Roi au masque d'or est un recueil de contes fantastiques écrit par Marcel Schwob et publié en 1893.
Dans la première nouvelle, Le Roi au masque d'or, le monarque et ses sujets, les femmes, les bouffons et les prêtres, portent tous un masque, selon l'ordre instauré par les rois ancestraux. Ainsi, personne à la cour du roi n'a jamais vu de visage humain, en particulier personne n'a vu celui du roi. Un jour, un mendiant aveugle se présente, qui dit au roi qu'il ne connaît pas ses sujets, et qu'il ne se connaît pas lui-même. Il décide alors de faire tomber les masques ; il découvre alors qu'il est lépreux, et que ses ancêtres ont ordonné le port du masque pour cacher ce mal dont ils souffraient aussi.
Dans Les Faulx-visaiges, l'auteur envisage des bandits qui se cachent derrière un faux-visage: « Mais ces hommes de nuit se distinguaient des autres par une habitude terrifiante et inconnue: ils avaient leurs visages couverts de faux-visages.
Or ces faux-visages étaient noirs, camus, à lèvres rouges, ou portant de longs becs arqués, ou hérissés de moustaches sinistres, ou laissant pendre sur le collet des barbes bariolées, ou traversant la figure d'une seule bande sombre entre la bouche et les sourcils, ou semblant une large manche de jaque nouée par en haut, avec des trous, par où on voyait les yeux et les dents. » Cette nouvelle a inspiré le gang des postiches.

## Liste des contes du recueil
- Le Roi au masque d'or
- La Mort d'Odjigh
- L'Incendie terrestre
- Les Embaumeuses
- La Peste
- Les Faulx-Visaiges
- Les Eunuques
- Les Milesiennes
- 52 et 52 Orfila
- Le Sabbat de Mofflaines
- La Machine à parler
- Blanche la sanglante
- La Grande-Brière
- Les Faux-Saulniers
- La Flûte
- La Charrette
- La Cité dormante
- Le Pays bleu
- Le Retour au bercail
- Cruchette
- Bargette

## Adaptations
La nouvelle Le roi au masque d'or a fait l’objet de quelques adaptations musicales : 
- Le Roi au masque d'or, morceau de jazz composé en 2006 par Ramón López et interprétés par le Misterioso trio.
- Le Roi au masque d'or, drame lyrique en quatre tableaux pour orchestre, solistes et chœur (livret du compositeur) d'Olivier d'Ormesson de Surian, 2008.
- Or, pièce musicale pour orchestre de Martin Moulin (l'œuvre naquit des lectures du “Roi au masque d’or”), 2006.
- Le roi au masque d'or, lecture théâtralisée, La Compagnie des Dramaticules, adaptation et jeu Jérémie Le Louët, création en janvier 2011[2].

Elle a également fait l'objet d'une bande-dessinée scénarisée par David B. et dessinée par Emmanuel Guibert :
- Emmanuel Guibert et David B., Le Capitaine écarlate, éd. Dupuis, coll. Aire Libre, 2000.